# Olga Klein
Olga Arturowna Klein, po mężu Ter-Owanesian (ros. Ольга Артуровна Клейн (Тер-Ованесян), ur. 14 maja 1949) – rosyjska i radziecka lekkoatletka, sprinterka.
30 maja 1969 w Moskwie ustanowiła pierwszy oficjalny rekord świata w sztafecie 4 × 400 metrów czasem 3:47,4.  
Zajęła 4. miejsce w sztafecie 4 × 400 metrów i odpadła w półfinale biegu na 400 metrów na mistrzostwach Europy w 1969 w Atenach.
Zdobyła brązowy medal w sztafecie szwedzkiej 1+2+3+4 okrążenia (w składzie: Ludmiła Gołomazowa, Klein, Nadieżda Kolesnikowa i Swietłana Moszczenok) na halowych mistrzostwach Europy w 1970 w Wiedniu.
Była mistrzynią ZSRR w sztafecie 4 × 400 metrów w 1969 i 1971. Podczas mistrzostw Europy w 1969 w Atenach dwukrotnie poprawiała rekord ZSRR w tej konkurencji, doprowadzając go do wyniku 3:33,7.
Jej mężem jest Igor Ter-Owanesian, radziecki skoczek w dal, dwukrotny medalista olimpijski i trzykrotny mistrz Europy.